# Pavel Senitsa
Pavel Ivanovitch Senitsa (Павел Иванович Сеница), né le 23 septembre 1879 à Maximovka dans le gouvernement de Poltava et mort le 3 juillet 1960 à Moscou, est un compositeur et folkloriste soviétique ukrainien.

## Biographie
Il est éduqué dans la Confrérie orthodoxe de travail de l'Exaltation-de-la-Croix. Il étudie le chant auprès de Mazetti en 1900-1901, puis il entre au conservatoire de Moscou dont il est diplômé en 1909 ayant pris des cours de contrebasse, des cours de composition. Il est élève d'Alexandre Ilinski, de Sergueï Vassilienko. Il étudie aussi la composition auprès de Boleslav Yavorski et les disciplines théoriques auprès de Fiodor Koenemann.
l est resté au conservatoire en tant que professeur de disciplines musicales et théoriques. À partir de 1908, il enseigne aussi le solfège élémentaire dans les écoles secondaires de musique.
Il est membre de la confrérie du travail orthodoxe de l'Exaltation de la Croix.
En 1921-1931, Senitsa est chercheur de la subdivision ethnographique du département de la musique du commissariat du peuple à l'Éducation (Narkompros); il transcrit, étudie et élabore des chansons folkloriques ukrainiennes. En 1923-1929, il est secrétaire de la section ethnographique de l'institut d'État de sciences musicales et en 1924-1928, il est secrétaire du présidium des cours ethnographiques de ce même institut.
Il meurt à Moscou.

## Œuvre
La musique de Senitsa connaît au début du XXe siècle une certaine notoriété, surtout pour sa musique instrumentale. Son 1er quatuor à cordes est interprété en 1903. Il utilise dans son œuvre des thèmes d'inspiration folklorique ukrainienne.
Il est l'auteur de quelques opéras, de musique symphonique et instrumentale, de musique chorale, de romances, etc.
Il a publié aussi des travaux théoriques:
- «La Musique moderne ukrainienne» (1923),
- «La Musique vocale ukrainienne» (1925),
- «Chants populaires ukrainiens,  écrits dans le gouovernement de Volhynie par Nekozatchenko» (1926),
- «P. Demoutski, essai sur sa vie et analyse critique de ses travaux» (1931).

## Quelques œuvres
- Opéras
  - La Vie est un songe (d'après Calderon),
  - Naïmitchka (d'après Chevtchenko, inachevé),
  - Andreï, Marthe (1926, inachevés, esquisses);
- Pour orchestre: 2 symphonies dont la symphonie «Де-не-де тополі» (1905, 1912), un poème symphonique (1952), une ouverture pour orchestre symphonique (1908), une danse symphonique (1945); musique de chambre — trio avec piano (1951), quatuor pour instruments à vent populaires (1950);
- Huit quatuors à cordes (1903, 1929, 1931, 1932, 1933, 1946, 1950), Scherzo (1903), Dessin musical et Chanson sans paroles pour piano, deux doumas pour violoncelle et piano, Légende pour violon et piano (1908), trois mélodies tadjikes (1932), etc.;
- Musique chorale et orchestre Fête d'Octobre (1932), Tableau musical (1932), chœurs dont Printemps bolchévique (1942, texte de Krivtchenko), Le Serment (1945, texte de Nikolaï Vajan), Vis, Ukraine (1945, texte de Tytchina);
- Romances sur des thèmes populaires.
- Chanson des bergers (1916), etc.; duos vocaux, etc.

Senitsa a composé des œuvres vocales sur des vers de Chevtchenko, de Rylski, de Tytchina, de Filianski, d'Oles, etc.